# ヤン＝レナルト・シュトルフ
- ヤン＝レナード・ストルフ

ヤン＝レナルト・シュトルフ（ドイツ語: Jan-Lennard Struff , 1990年4月25日 - ）は、ドイツ・ヴァールシュタイン出身の男子プロテニス選手。ATPランキング自己最高位はシングルス21位、ダブルス21位。これまでにATPツアーでシングルス1勝、ダブルス4勝を挙げている。身長193cm。右利き、バックハンド・ストロークは両手打ち。ストルフの表記揺れがある。

## 選手経歴

### ジュニア時代
ドイツのヴァールシュタインで生まれた。テニスコーチの両親の元で6歳からテニスを始める。幼い時からピート・サンプラスに憧れていた。

### 2009年 プロ転向
2009年にプロ転向。年間最終ランキングは702位。

### 2010年 フューチャーズ初優勝
6月にケルンで開催されたフューチャーズで初優勝を果たした。年間最終ランキングは359位。

### 2011年 チャレンジャー初の決勝進出
2月にはヌスロッホでのフューチャーズで準優勝をする。6月、ドイツで開催されてATPチャレンジャーツアーで初の決勝進出。決勝ではジョアン・ソウザに2-6, 6-0, 2-6で敗れ、準優勝となった。9月、オランダでのチャレンジャーでも2度目の準優勝を挙げた。全米オープンではグランドスラム初の予選出場となり、予選1回戦で敗退。年間最終ランキングは239位。

### 2012年 トップ200入り
フューチャーズで4勝を挙げ、マドリードでのATPチャレンジャーツアーでも3度目の準優勝を挙げたことでトップ200入り。年間最終ランキングは168位。

### 2013年 グランドスラム初勝利
全仏オープンでは予選を通過して、グランドスラム本戦初出場を果たす。1回戦ではエフゲニー・ドンスコイに6-7(2), 6-2, 6-7(2), 2-6で敗れたが、ウィンブルドン選手権では予選を突破すると初戦も突破してグランドスラム初勝利を挙げた。2回戦ではジェレミー・シャルディーに2-6, 7-5, 6-7(6), 6-7(4)で敗れた。年間最終ランキングは107位。

### 2014年 トップ50入り
オープン13で初のATPツアーベスト4入りをする。5月にはハイルブロン・チャレンジャーの決勝でマートン・フチョビッチを6-2, 7-6(5)のストレートで下してATPチャレンジャーツアー初優勝を果たした。さらにBMWオープンとモゼール・オープンでベスト4入りをしたことでトップ50入り。年間最終ランキングは59位。

### 2015年 デビス杯初出場
デビスカップドイツ代表としてデビスカップ2015に参戦することになる。1回戦のフランス戦でジル・シモンと対決して、フルセットの末に敗れ、チームは敗退した。年間最終ランキングは107位。

### 2016年 マスターズ3回戦進出
パリ・マスターズでは予選から出場して、2回戦で当時世界ランキング3位のスタン・ワウリンカを3-6, 7-6(6), 7-6(1)で破り、マスターズ1000初の3回戦進出をすると同時にトップ3選手から初勝利を挙げた。3回戦ではジョン・イズナーに4-6, 7-6(4), 3-6で敗れた。年間最終ランキングは63位。

### 2017年 ATPツアーベスト4
ウィンストン・セーラム・オープンとサンクトペテルブルク・オープンでベスト4入りを果たした。さらにマスターズ1000ではマイアミ・オープン、モンテカルロ・マスターズ、上海マスターズの3大会で3回戦進出を果たした。年間最終ランキングは53位。

### 2018年 全豪ダブルスベスト4
全豪オープンでは2回戦で第2シードのロジャー・フェデラーに4-6, 4-6, 6-7(4)のストレートで敗れたが、ダブルスではマクラクラン勉とのパートナーを組むと、準々決勝で第1シードルカシュ・クボット/マルセロ・メロ組に6-4, 6-7(4), 7-6(5)で勝利し、ベスト4に勝ち進んだ。
モンテカルロ・マスターズでは2回戦でファビオ・フォニーニに6-4, 6-2のストレートで勝利。3回戦ではアレクサンダー・ズベレフに4-6, 6-4, 4-6で敗れた。マドリード・オープンでは2回戦でボルナ・チョリッチに0-6, 2-6で敗れた。全仏オープンでは2回戦でスティーブ・ジョンソン (テニス選手) に6-4, 6-7(5), 2-6, 2-6で敗れた。
ウィンブルドン選手権では1回戦で第32シードのレオナルド・マイエルに3-6, 6-7(5), 7-6(5), 7-6(5), 6-1、2回戦でイボ・カルロビッチを6-7(4), 3-6, 7-6(4), 7-6(4), 13-11のフルセットでそれぞれ2セットダウンからの逆転で3回戦進出。3回戦では第1シードのロジャー・フェデラーに6-3, 7-5, 6-2のストレートで敗れた。
全米オープンでは3回戦で第10シードのダビド・ゴファンに4-6, 1-6, 6-7(4)のストレートで敗れた。ジャパン・オープン・テニス選手権では、シングルスで第1シードのマリン・チリッチに勝利し、準々決勝のデニス・シャポバロフ戦も第2セットを取るも 4-6, 7-6(7), 4-6 で敗れた。ダブルスでは第4シードでマクラクラン勉と出場し、決勝のレイベン・クラーセン/マイケル・ヴィーナス組に 6-4, 7-5で勝利し、初のATPツアーダブルス優勝を果たした。年間最終ランキング57位。

### 2019年 グランドスラム4回戦進出

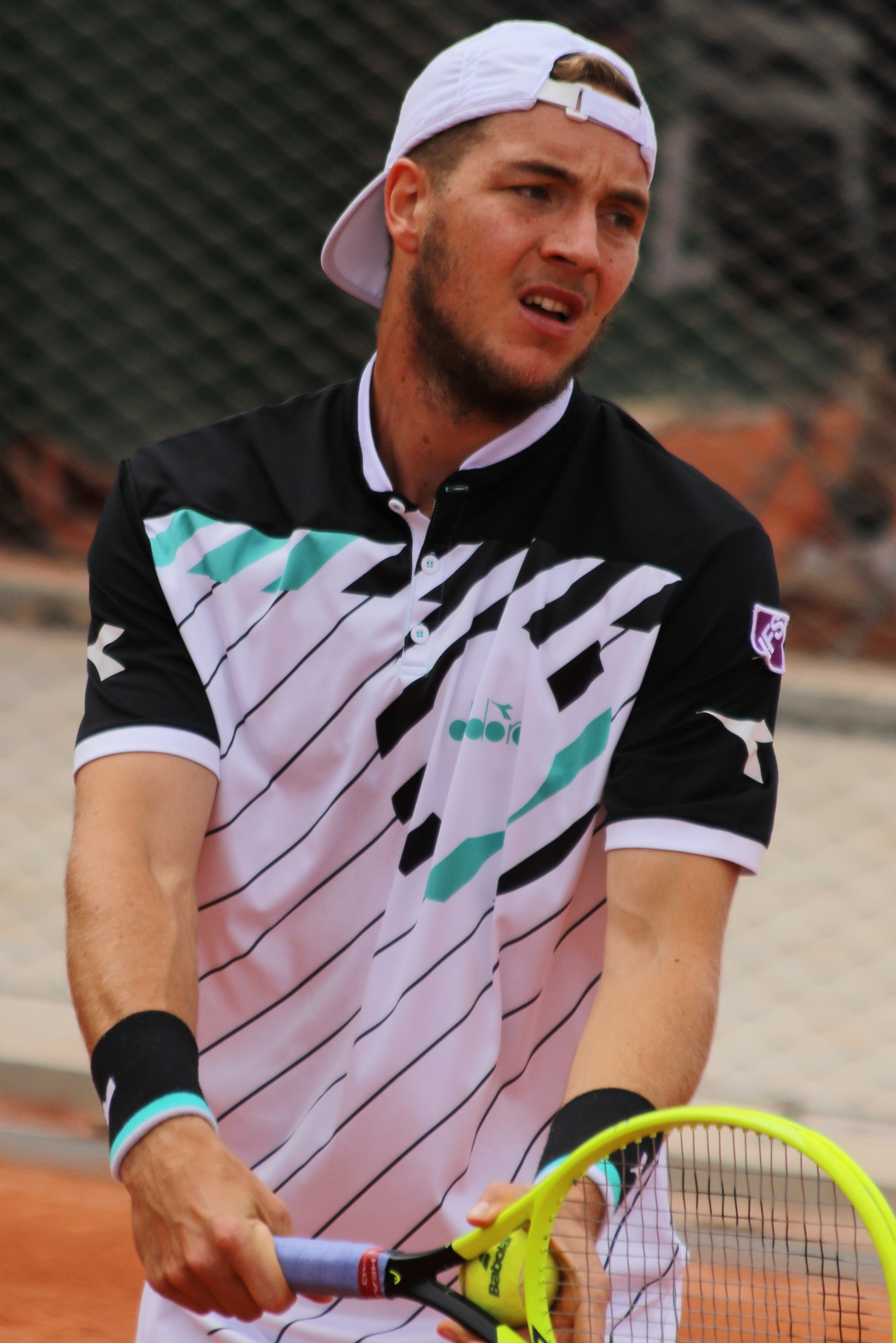
2019年全仏オープンでのヤン＝レナー・シャトルフ

ASBクラシックではベスト4入り。準決勝でキャメロン・ノリーに5-7, 6-4, 3-6で敗れたが、ダブルスではマクラクラン勉と組み、決勝で第3シードのマイケル・ヴィーナス/レイベン・クラーセンに6-3, 6-4のストレートで下して、ツアーダブルス2勝目を挙げた。全豪オープンでは単複ともに初戦敗退。BNPパリバ・オープンでは3回戦で同胞の第3シードアレクサンダー・ズベレフを6-3, 6-1のストレートで下す。4回戦では第13シードのミロシュ・ラオニッチに4-6, 3-6のストレートで敗れた。マイアミ・オープンではライリー・オペルカに6-4, 3-6, 4-6で初戦敗退となった。
モンテカルロ・マスターズでは1回戦でデニス・シャポバロフを5-7, 6-3, 6-1で破るも、2回戦でグリゴール・ディミトロフに敗れた。バルセロナ・オープンでは3回戦でステファノス・チチパスを6-4, 3-6, 6-2で下してベスト8入り。準々決勝ではラファエル・ナダルに5-7, 5-7のストレートで敗退。マドリード・オープンでは1回戦でニック・キリオスを破るも、2回戦でマリン・チリッチに6-4, 3-6, 4-6で敗れたが、続くローマ・マスターズでは2回戦でチリッチを6-2, 6-3のストレートで下してリベンジを果たす。3回戦では錦織圭に敗れた。全仏オープンでは1回戦で第20シードのデニス・シャポバロフを7-6(1), 6-3, 6-4、2回戦でラドゥ・アルボットを7-6(2), 7-6(3), 6-7(4), 6-2、3回戦で第13シードのボルナ・チョリッチを4-6, 6-1, 4-6, 7-6(1), 11-9のフルセットで下してグランドスラム初の4回戦進出。4回戦では第1シードのノバク・ジョコビッチに6-3, 6-2, 6-2のストレートで敗れた。
シュトゥットガルト・オープンではベスト4入り。準決勝ではマッテオ・ベレッティーニに4-6, 5-7のストレートで敗退。ハレ・オープンでは2回戦でカレン・ハチャノフに3-6, 6-3, 4-6で敗れた。ウィンブルドン選手権では第33シードとして出場して、1回戦でアルボットを6-4, 6-3, 6-2、2回戦でテイラー・フリッツを6-4, 6-3, 5-7, 7-6(2)で勝利。3回戦ではミハイル・ククシュキンに3-6, 6-7(5), 6-4, 5-7で敗れた。
全米オープンでは1回戦でキャスパー・ルードを6-4, 6-4, 6-2のストレートで下して、2回戦では第14シードのジョン・イズナーに3-6, 6-7(4), 6-7(5)のストレートで敗れた。モゼール・オープンではロベルト・リンドステットと組み、決勝進出。決勝では第1シードのエドゥアール・ロジェ＝バセラン/ニコラ・マユ組を2-6, 7-6(1), 10-4で下して、ツアーダブルス3勝目を挙げた。昨年、優勝したジャパン・オープンのダブルスではベスト4入り。上海マスターズではベレッティーニに2-6, 1-6のストレートで初戦敗退。パリ・マスターズでは3回戦でジョー＝ウィルフリード・ツォンガに6-2, 4-6, 6-7(6)で敗れた。年間最終ランキング35位。

### 2020年 トップ30入り
ATPカップではドイツ代表として参戦して、チームはグループステージ敗退。
全豪オープンでは1回戦で第2シードのノバク・ジョコビッチに敗れた。ダブルスではベスト8進出した。ABNアムロ・オープンではダブルスで準優勝を飾った。ドバイ・テニス選手権ではベスト8入り。準々決勝ではステファノス・チチパスに敗れた。
ウエスタン・アンド・サザン・オープンではデニス・シャポバロフやダビド・ゴファンらを破り、ベスト8入り。準々決勝でジョコビッチに敗れたが、同年8月31日に世界ランキング29位となり、トップ30入りを果たした。全米オープンでは第28シードとして出場して、3回戦で第1シードのジョコビッチに3-6, 3-6, 1-6のストレートで敗れた。全仏オープンでは第30シードとして出場し、1回戦でフランシス・ティアフォーをフルセットで下すも、2回戦では同胞のダニエル・アルトマイアーに敗れた。パリ・マスターズでは2回戦でパブロ・カレーニョ・ブスタに敗れた。年間最終ランキング36位。

### 2021年 ツアー初の決勝進出
ATPカップではドイツ代表として2年連続で出場。単複ともに参戦してチームはベスト4入り。
全豪オープンではクリストファー・オコネルに6-7(2), 6-7(5), 1-6のストレートで初戦敗退。マイアミ・オープンではロベルト・バウティスタ・アグートに6-4, 3-6, 2-6で敗れた。
モンテカルロ・マスターズではグリゴール・ディミトロフに3-6, 4-6のストレートで初戦敗退。ドイツ国際オープンではツアーシングルス初の決勝進出。決勝ではニコロズ・バシラシビリに4-6, 6-7(5)のストレートで敗れ、準優勝となった。マドリード・オープンではアレクセイ・ポピリンに初戦敗退。ローマ・マスターズでは2回戦でアンドレイ・ルブレフに敗れたが、全仏オープンでは1回戦で第7シードのルブレフを6-3, 7-6(6), 6-7(4), 3-6, 6-4のフルセットで下して、3回戦ではカルロス・アルカラスを6-4, 7-6(3), 6-2のストレートで下して、自身2度目の4回戦進出。4回戦では第10シードのディエゴ・シュワルツマンを6-7(9), 4-6, 5-7のストレートで敗れた。
ウィンブルドン選手権では1回戦で第2シードのダニール・メドベージェフに4-6, 1-6, 6-4, 6-7(4)で敗れた。
ナショナル・バンク・オープンではファビオ・フォニーニに初戦敗退。ウエスタン・アンド・サザン・オープンではドミニク・コプファーに初戦敗退。全米オープンではタロン・フリークスポールに6-2, 6-7(3), 6-4, 4-6, 5-7のフルセットで初戦敗退。BNPパリバ・オープンではフォニーニに4-6, 6-4, 3-6で敗れた。サンクトペテルブルク・オープンではベスト4入り。準決勝でテイラー・フリッツに7-5, 1-6, 3-6で敗れた。パリ・マスターズではトミー・ポール (テニス選手)に3-6, 4-6のストレートで初戦敗退。年間最終ランキング51位。

### 2022年 チャレンジャー6勝目
スパルカッセン・オープンでは決勝でマクシミリアン・マーテラーを6-2, 6-2のストレートで勝利し、チャレンジャー6勝目を挙げた。
全米オープンでは予選2回戦でエンゾ・クアコーに予選敗退。ソフィア・オープンではベスト8進出。準々決勝でロレンツォ・ムゼッティに敗れた。ベルガモ・チャレンジャーでは決勝でオット・ヴィルタネンに2-6, 5-7で敗れ、準優勝。年間最終ランキング150位。

### 2023年 マスターズ準優勝 ATPカムバック賞
1月、キャンベラ・チャレンジャーではベスト4入り。全豪オープンでは予選を突破するも、1回戦でトミー・ポールに1-6, 6-7(6), 2-6のストレートで敗れた。
2月、マナーマ・チャレンジャーでベスト4進出。3月、ポー・チャレンジャーでベスト8進出の戦績を残す。BNPパリバ・オープンでは予選を突破するも、1回戦でクエンティン・ハリーズを1-6, 6-3, 6-3で下すも、ポールに3-6, 3-6のストレートで2回戦敗退。その後のフェニックス・チャレンジャーではベスト4進出。マイアミ・オープンでは予選を通過し、1回戦でファビオ・フォニーニを6-4, 5-7, 6-4で破るも、2回戦ではグリゴール・ディミトロフに6-4, 6-7(5), 4-6で敗れた。

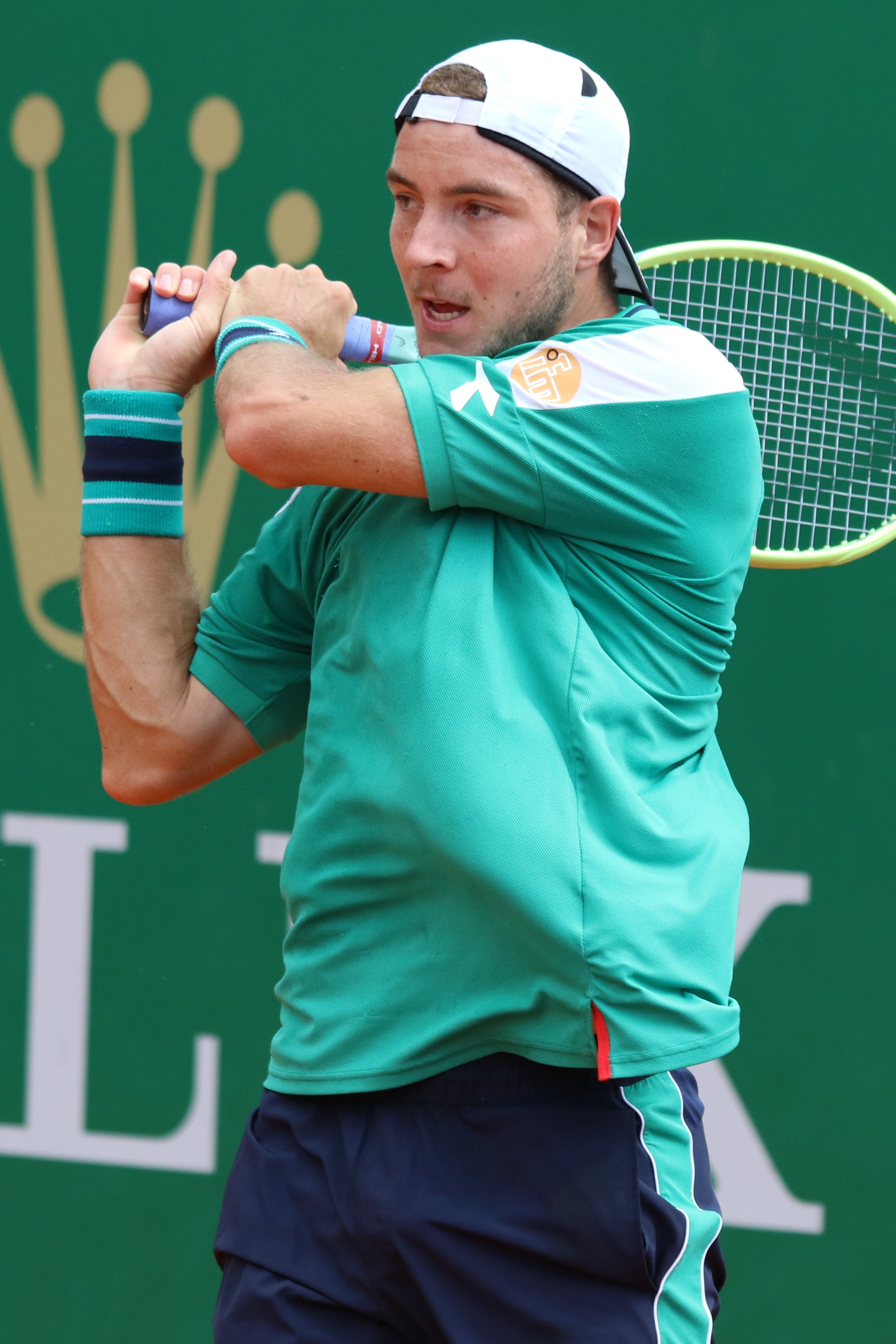
2023年モンテカルロ・マスターズでのヤン＝レナー・シャトルフ

4月、モンテカルロ・マスターズでは1回戦ではアルベルト・ラモス＝ビノラスを6-4, 6-3、2回戦ではアレックス・デミノーを6-3, 6-2、3回戦でキャスパー・ルードを6-1, 7-6(6)と次々と下して、ベスト8進出。準々決勝ではアンドレイ・ルブレフに1-6, 6-7(5)のストレートで敗退。
5月、マドリード・オープンでは1回戦でロレンツォ・ソネゴを6-3, 6-1、2回戦ではベン・シェルトンを4-6, 7-6(4), 7-5、3回戦ではドゥシャン・ラヨビッチに6-7(2), 6-3, 6-3、4回戦ではペドロ・カチーンを7-6(7), 6-7(7), 3-6、準々決勝ではステファノス・チチパスに7-6(5), 5-7, 6-3、準決勝ではアスラン・カラツェフに6-4, 3-6, 6-4と自身初のマスターズ1000決勝進出を果たす。また、ラッキールーザーが「ATPマスターズ1000」で決勝に駒を進めるのは初の快挙となった。決勝では第1シードのカルロス・アルカラスに4-6, 6-3, 3-6のフルセットで敗れ、準優勝。大会後には世界ランキング自己最高の28位になり、3年ぶりに同ランキングを更新させた。ボルドー・チャレンジャーではベスト4進出し、第21シードとして迎えた全仏オープンでは1回戦でイジー・レヘチカに5-7, 6-1, 3-6, 6-3, 1-6のフルセットで初戦敗退。
6月、シュトゥットガルト・オープンでは準々決勝でリシャール・ガスケを6-4, 7-5、準決勝でホベルト・ホルカシュを3-6, 6-3, 6-3で下して、自身3度目のツアー決勝進出。決勝ではフランシス・ティアフォーに6-4, 6-7(1), 6-7(8)の接戦の末に敗れた。ハレ・オープンでは2回戦でアレクサンダー・ブブリクに敗れ、その後は腰の怪我により、ウィンブルドン選手権や全米オープンを含む大会を3ヶ月間全休することとなった。
9月、珠海選手権ではベスト8入りするも、準々決勝で西岡良仁に4-6, 5-7のストレートで敗れた。チャイナ・オープンではキャスパー・ルードに6-7(5), 3-6のストレートで初戦敗退。
10月、上海マスターズではマッテオ・アルナルディに3-6, 6-3, 4-6で初戦敗退。ヨーロピアン・オープンではウゴ・アンベールに7-5, 6-7(5), 6-7(11)で初戦敗退。スイス・インドアでは2回戦でホベルト・ホルカシュに1-6, 4-6のストレートで敗退。パリ・マスターズではフェリックス・オジェ＝アリアシムに6-7(3), 4-6で初戦敗退。
11月、ソフィア・オープンではベスト4入りするも、準決勝ではジャック・ドレイパーに3-6, 4-6のストレートで敗れたが、世界160位から自己最高21位を更新した今季の活躍により、ATPカムバック賞を受賞することができた。年間最終ランキングは25位。

### 2024年 ツアーシングルス初優勝
香港オープン1回戦では9本のマッチポイントを凌いでマリン・チリッチに3-6, 6-7(4), 6-7(7)で勝利。全豪オープンでは第24シードとして出場して、1回戦でリンキー・ヒジカタを3-6, 6-3, 6-2, 6-7(2), 7-6(8)のフルセットの末に初戦突破するも、2回戦ではミオミル・キツマノビッチに4-6, 6-1, 6-7(5), 6-1, 6-7(9)のフルセットで敗れ、初の3回戦進出を逃した。
BMWオープンでは準決勝で2連覇中のホルガ・ルーネを6-2, 6-0で圧勝し、決勝進出。決勝ではテイラー・フリッツを7-5, 6-3のストレートで下して、ツアーシングルス初優勝を果たした。

## ATPツアー決勝進出結果

### ダブルス: 3回（2勝1敗）
| 大会グレード                    |
| グランドスラム (0–0)            |
| ATPファイナルズ (0–0)           |
| ATPツアー・マスターズ1000 (0–0) |
| ATPツアー・500シリーズ (1–0)    |
| ATPツアー・250シリーズ (1–1)    |

| サーフェス別タイトル |
| ハード (2–1)         |
| クレー (0–0)         |
| 芝 (0–0)             |

| 結果   | No. | 決勝日        | 大会         | サーフェス   | パートナー           | 対戦相手                                  | スコア   |
| ------ | --- | ------------- | ------------ | ------------ | -------------------- | ----------------------------------------- | -------- |
| 準優勝 | 1.  | 2018年1月13日 | シドニー     | ハード       | ビクトル・トロイツキ | ルカシュ・クボット マルセロ・メロ         | 3–6, 4–6 |
| 優勝   | 1.  | 2018年10月7日 | 東京         | ハード(室内) | マクラクラン勉       | レイベン・クラーセン マイケル・ヴィーナス | 6–4, 7–5 |
| 優勝   | 2.  | 2019年1月12日 | オークランド | ハード(室内) | マクラクラン勉       | レイベン・クラーセン マイケル・ヴィーナス | 6–3, 6–4 |

## シングルス成績
略語の説明
| W | F | SF | QF | #R | RR | Q# | LQ | A | Z# | PO | G | S | B | NMS | P | NH |

W=優勝, F=準優勝, SF=ベスト4, QF=ベスト8, #R=#回戦敗退, RR=ラウンドロビン敗退, Q#=予選#回戦敗退, LQ=予選敗退, A=大会不参加, Z#=デビスカップ/BJKカップ地域ゾーン, PO=デビスカップ/BJKカッププレーオフ, G=オリンピック金メダル, S=オリンピック銀メダル, B=オリンピック銅メダル, NMS=マスターズシリーズから降格, P=開催延期, NH=開催なし.

### シングルス
| 大会           | 2011 | 2012 | 2013 | 2014 | 2015 | 2016 | 2017 | 2018 | 2019 | 2020 | 通算成績 |
| -------------- | ---- | ---- | ---- | ---- | ---- | ---- | ---- | ---- | ---- | ---- | -------- |
| 全豪オープン   | A    | A    | LQ   | 1R   | 1R   | LQ   | 1R   | 2R   | 1R   | 1R   | 1–6      |
| 全仏オープン   | A    | A    | 1R   | 2R   | 1R   | 1R   | 1R   | 2R   | 4R   |      | 5–7      |
| ウィンブルドン | A    | A    | 2R   | 1R   | 1R   | 1R   | 1R   | 3R   | 3R   | NH   | 5–7      |
| 全米オープン   | LQ   | A    | 1R   | 2R   | LQ   | 1R   | 1R   | 3R   | 2R   | 3R   | 6–7      |

### 大会最高成績
| 大会                 | 成績 | 年               |
| -------------------- | ---- | ---------------- |
| ATPファイナルズ      | A    | 出場なし         |
| インディアンウェルズ | 4R   | 2019             |
| マイアミ             | 3R   | 2017, 2021, 2024 |
| モンテカルロ         | QF   | 2023             |
| マドリード           | F    | 2023             |
| ローマ               | 3R   | 2019             |
| カナダ               | 2R   | 2019             |
| シンシナティ         | QF   | 2020             |
| 上海                 | 3R   | 2017             |
| パリ                 | 3R   | 2016, 2019       |
| オリンピック         | 2R   | 2021             |
| デビスカップ         | SF   | 2021             |
| ATPカップ            | SF   | 2021             |

## ダブルス成績

### ダブルス
| 大会           | 2014 | 2015 | 2016 | 2017 | 2018 | 2019 | 2020 | 通算成績 |
| -------------- | ---- | ---- | ---- | ---- | ---- | ---- | ---- | -------- |
| 全豪オープン   | A    | 1R   | A    | 1R   | SF   | 1R   | QF   | 7–5      |
| 全仏オープン   | A    | 1R   | A    | 2R   | 1R   | 1R   |      | 1–4      |
| ウィンブルドン | 2R   | A    | 2R   | 1R   | QF   | 1R   | NH   | 5–5      |
| 全米オープン   | 2R   | A    | A    | 1R   | 1R   | 1R   | 1R   | 1–5      |

### 大会最高成績
| 大会                 | 成績 | 年         |
| -------------------- | ---- | ---------- |
| ATPファイナルズ      | A    | 出場なし   |
| インディアンウェルズ | 2R   | 2019, 2021 |
| マイアミ             | SF   | 2018       |
| モンテカルロ         | 1R   | 2019, 2021 |
| マドリード           | QF   | 2018       |
| ローマ               | 2R   | 2020       |
| カナダ               | 1R   | 2019, 2021 |
| シンシナティ         | 2R   | 2021       |
| 上海                 | 2R   | 2018       |
| パリ                 | 2R   | 2019       |
| オリンピック         | QF   | 2021       |
| デビスカップ         | SF   | 2021       |
| ATPカップ            | SF   | 2021       |